# 源自凯尔特语的英语单词列表
源自凱爾特語的英語單詞列表(Lists of English words of Celtic origin)指的是英语中的许多单词是源自凯尔特语族的语言演变而来。而且亦有經由其它語言使之直接或間接轉而變成英語語詞、而且源頭為來自凱爾特語族。比如間接經由古布立吞语、高盧語、愛爾蘭語、苏格兰盖尔语，及威尔士语等語種而轉而變成英語詞彙。

## 經由其他語種再傳入英語之語種列表
- 源自布立吞语的英语单词列表
- 源自高卢语的英语单词列表（英语：List of English words of Gaulish origin）
- 源自古爱尔兰语的英语单词列表（英语：List of English words of Irish origin）
- 源自苏格兰盖尔语的英语单词列表（英语：List of English words of Scottish Gaelic origin）
- 源自威尔士语的英语单词列表（英语：List of English words of Welsh origin）

## 外部連結
- Celts and Celtic Languages （页面存档备份，存于）
- What is necessary to decide if Lusitanian is a Celtic language? （页面存档备份，存于）